# Großlobming
Großlobming est une commune autrichienne du district de Murtal en Styrie.